# 摺頁
折页是印刷品（通常為紙張）的一種出版形式，在印刷品的頁面內容被印刷或打印出來之后，印刷品會被折叠起来。
直到19世纪中叶，折頁都是通過手工完成，1880年代和1890年代，折頁機開始上市，1910年代後手工折頁逐步被折頁機取代。 